# Pseudochazara graeca
Pseudochazara graeca är en fjärilsart som beskrevs av Brown. Pseudochazara graeca ingår i släktet Pseudochazara och familjen praktfjärilar. Inga underarter finns listade i Catalogue of Life.